# 台湾绒假紫萁
台湾绒假紫萁（学名：Osmunda claytoniana），又名绒假紫萁，为紫萁科紫萁属下的一个种。

## 扩展阅读
- 維基物種上的相關：台湾绒假紫萁